# El Valle de Arroyo Seco
El Valle de Arroyo Seco es un lugar designado por el censo ubicado en el condado de Santa Fe en el estado estadounidense de Nuevo México. En el Censo de 2010 tenía una población de 1440 habitantes y una densidad poblacional de 107,19 personas por km². Forma parte del área metropolitana de Santa Fe

## Geografía
El Valle de Arroyo Seco se encuentra ubicado en las coordenadas 35°57′10″N 106°1′34″O / 35.95278, -106.02611. Según la Oficina del Censo de los Estados Unidos, El Valle de Arroyo Seco tiene una superficie total de 13.43 km², de la cual 13.43 km² corresponden a tierra firme y (0%) 0 km² es agua.

## Demografía
Según el censo de 2010, había 1440 personas residiendo en El Valle de Arroyo Seco. La densidad de población era de 107,19 hab./km². De los 1440 habitantes, El Valle de Arroyo Seco estaba compuesto por el 55.9% blancos, el 0.35% eran afroamericanos, el 1.39% eran amerindios, el 0.69% eran asiáticos, el 0% eran isleños del Pacífico, el 34.65% eran de otras razas y el 7.01% pertenecían a dos o más razas. Del total de la población el 78.68% eran hispanos o latinos de cualquier raza.